# Masmo villa

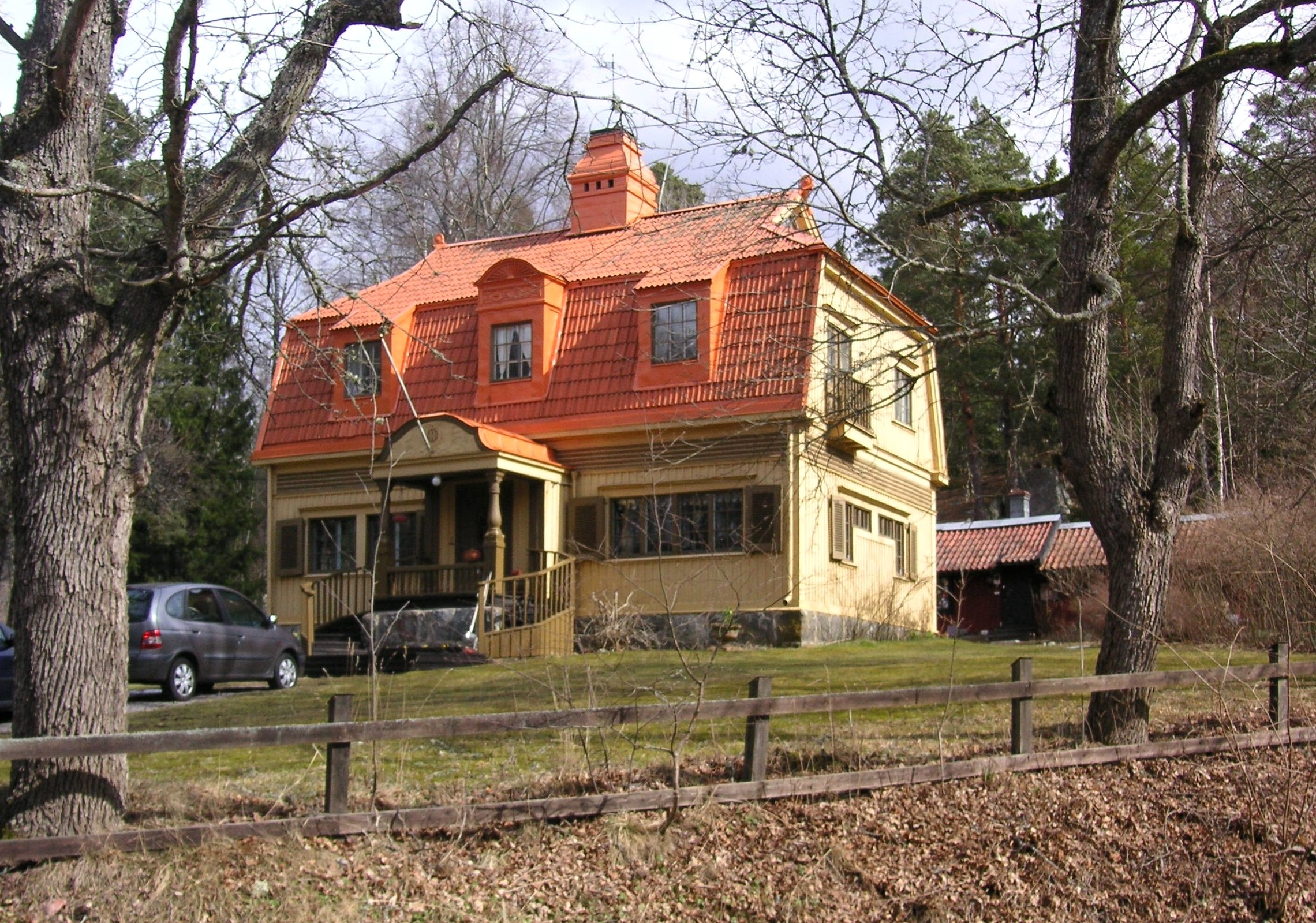
Masmo villa, bakom villan skymtar Masmotorpet.

Masmo villa, även Masmo gård eller Villa Hwass, är en byggnad i herrgårdstil vid Masmovägen 23 i kommundelen Vårby i Huddinge kommun.

## Historik
Villan ritades 1907 av den kände arkitekten Ferdinand Boberg. Bakom villan finns det gamla Masmotorpet bevarat som gett bostadsområdet Masmo sitt namn. Masmo gård och intilliggande Dalhyddan är två av de sällsynta exemplen på arkitektritade sekelskiftesvillor i Huddinge.
Masmo villa uppfördes ursprungligen som sommarnöje åt läkaren Thorbjörn Hwass och dennes hustru konstnären Anna Hwass, som var vän med och resesällskap till Anna Boberg. Även Thorbjörn Hwass hörde till Bobergs vänkrets. Efter ägaren kallades huset även Villa Hwass.
Trävillan har ett mansardtak med utbyggd vind. Fasaderna är gult avfärgade och rik dekorerade med utarbetade trädetaljer i nationalromantisk stil. I bottenvåningen finns vardagsrum / ateljé med öppen spis i ena hörnet; annars har villan en traditionell symmetrisk planlösning. På en invändig pelare har kapitälet utformats med sniderier visande fiskar och vass, en ordlek som skall leda tanken till byggherren Hwass. Motivet återkommer på fronten av entréns skärmtak. Här syns även bokstaven "H" sammanflätad med årtalet "1907". Bakom villan står gamla Masmotorpet kvar, nyttjat som uthus. Villan är privatbostad.

## Bilder

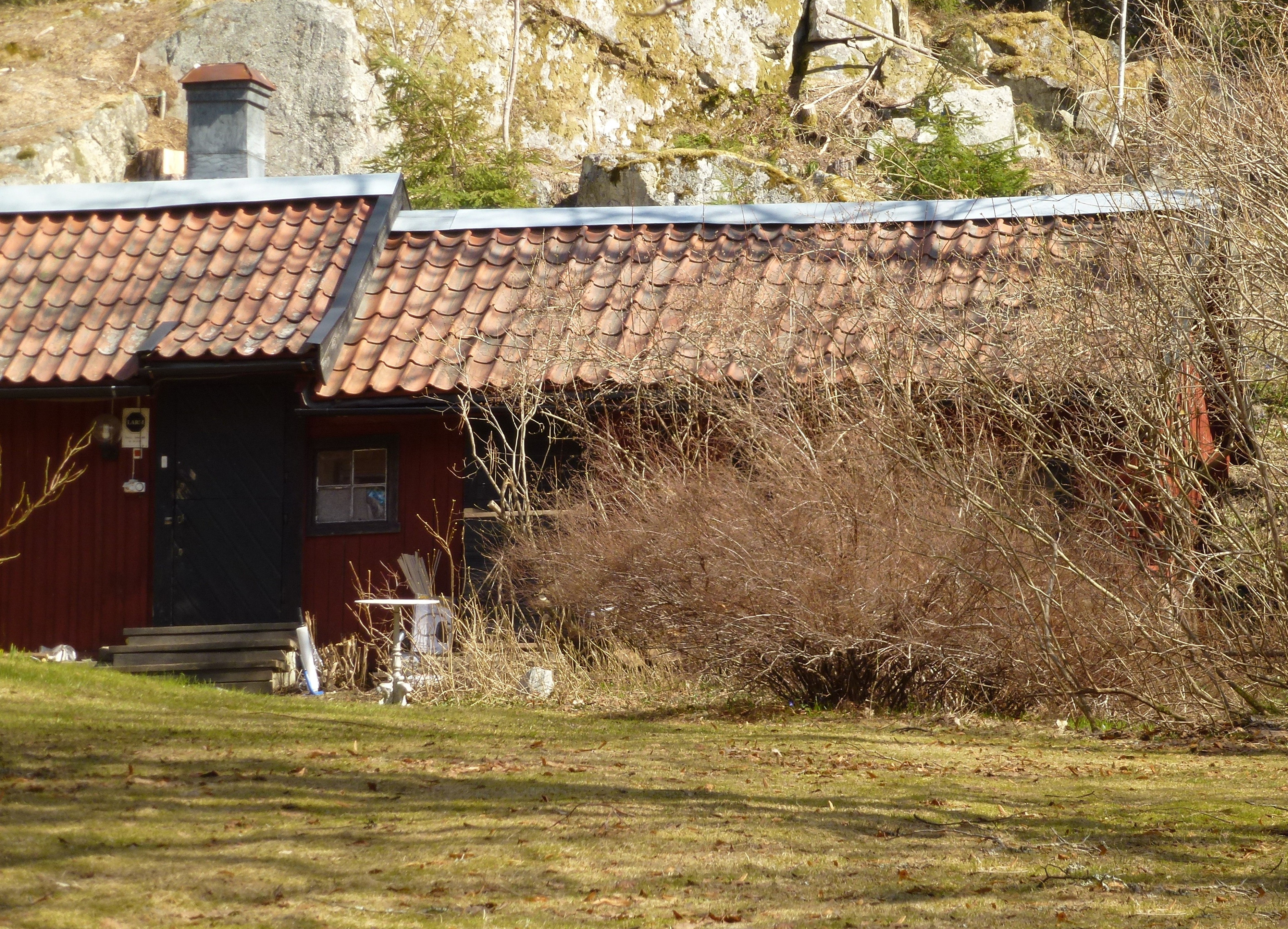
Masmotorpet
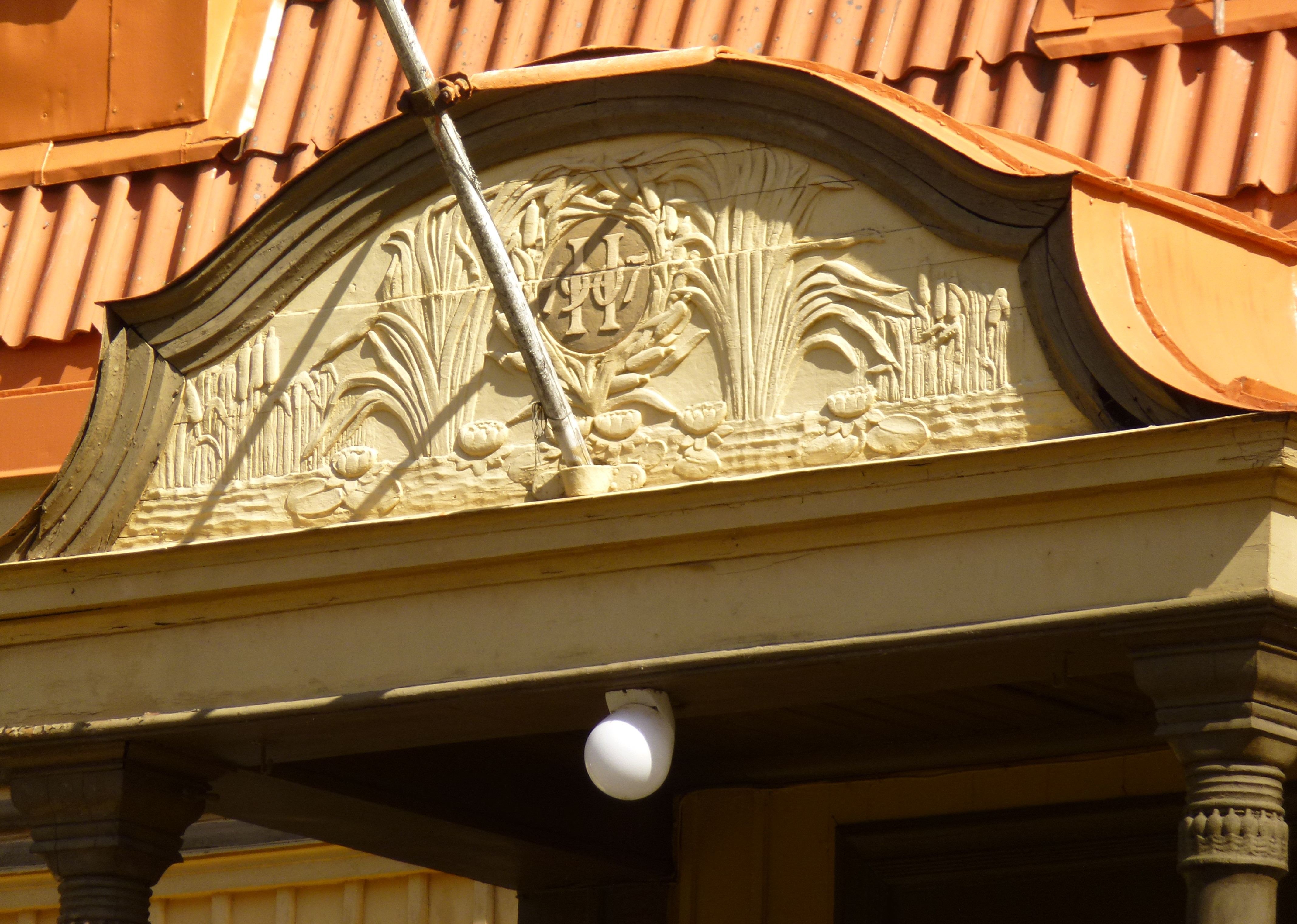
Entrétaket
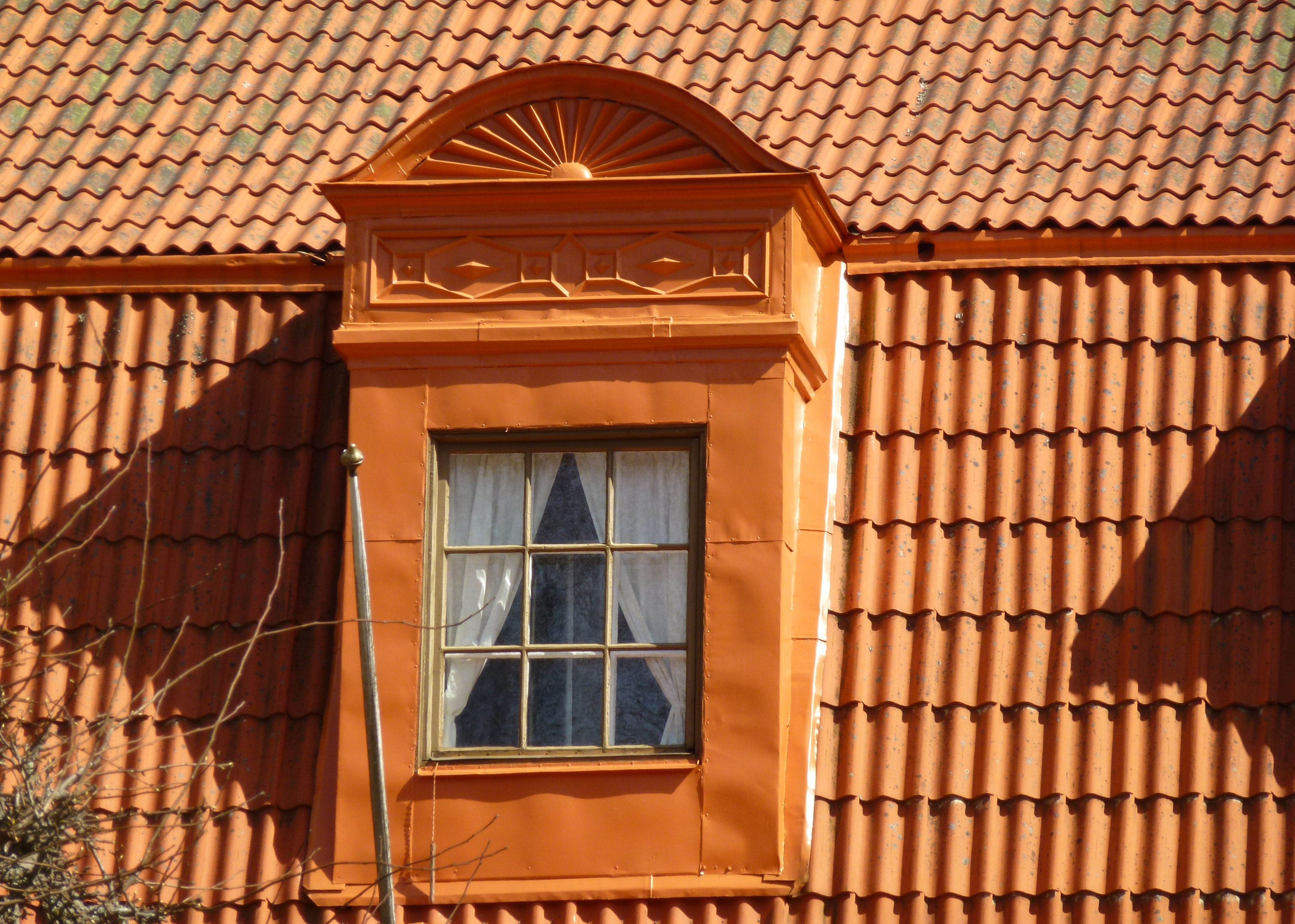
Takkupa
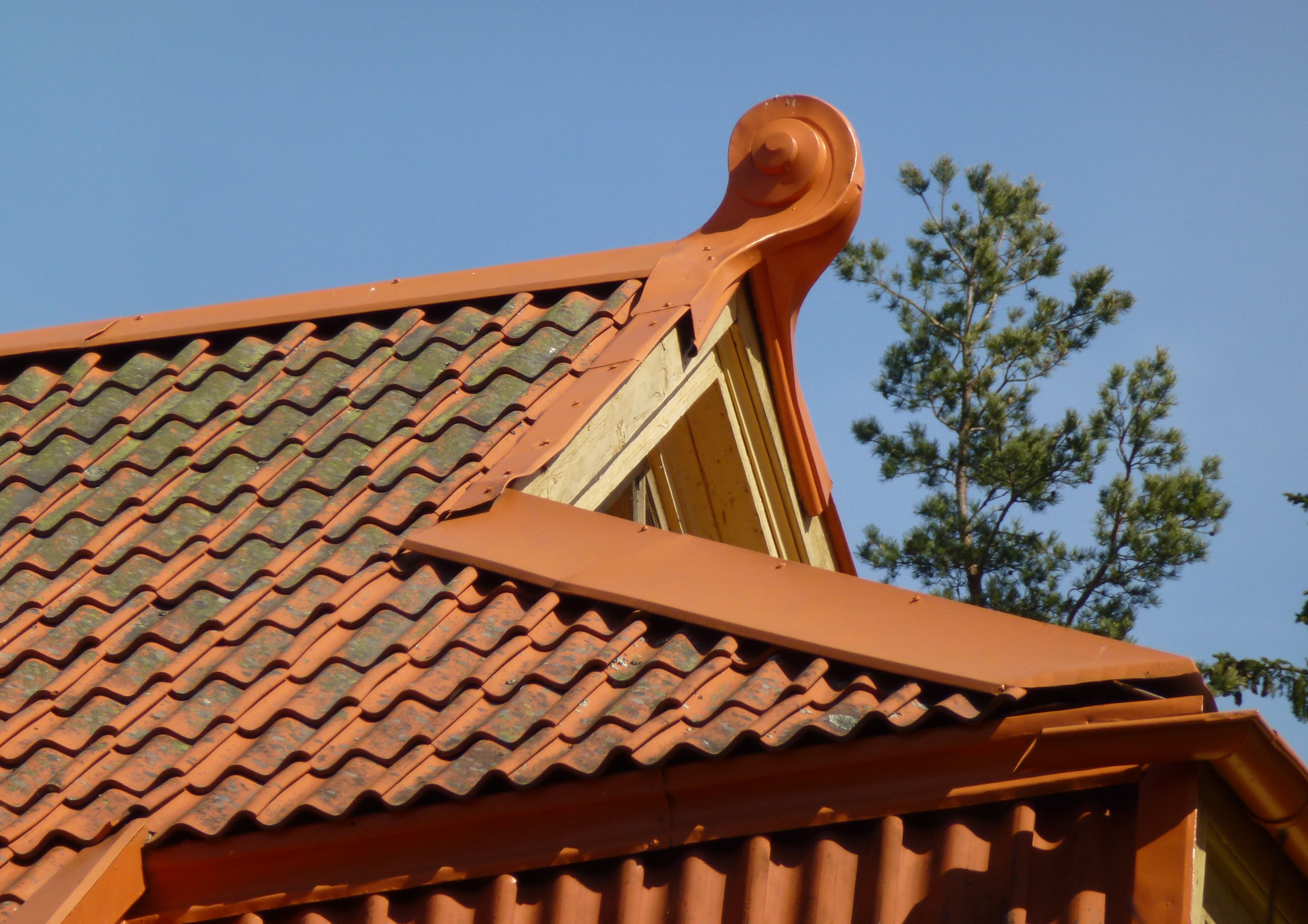
Taknock